# Flednitz
Flednitz bezeichnet die slawische beziehungsweise naabwendische Siedlungskammer in Nordbayern. Ihr natürlicher Mittelpunkt ist der Rauhe Kulm, flankiert wird sie vom Flüsschen Haidenaab.
In den vergangenen Jahrzehnten war die Flednitz mehrmals Gegenstand archäologischer Untersuchungen. Dabei wurden rund um den Rauhen Kulm Nekropolen und Grabfelder mit zahlreichen Grabbeigaben aus verschiedenen Epochen entdeckt. In den Jahren 1921 und 2003/2004 wurden beispielsweise bei Mockersdorf Äxte, silberne Kopfschmuckringe, Fingerringe, Glasperlen, bronzene Nadeln, Feuerstähle, Feuersteine, Schleifsteine, Messer und geflügelte Pfeilspitzen gefunden. In einer vom 8. bis 10. Jahrhundert genutzten Nekropole bei Wirbenz wurde bei Ausgrabungen von 1995 bis 1997 eine Bartaxt ans Tageslicht gefördert. Es stellte sich heraus, dass damals eine Mischbevölkerung aus Slawen und Deutschen in der Flednitz siedelte. Hinzu kamen Bajuwaren, Naabwenden und Ostfranken.
Am Barbaraberg, in der Nähe von Kloster Speinshart, wurde 1972 ebenfalls eine Nekropole entdeckt. Die dort Bestatteten gehörten einer sozial gehobenen Schicht an. Um das Jahr 1000 wurde am Nordrand eine Steinkirche errichtet. Der Gipfel des Rauhen Kulms befindet sich von diesem Bestattungsplatz aus in nördlicher Richtung.